# Bell Challenge 2011 - Qualificazioni singolare
Le qualificazioni del singolare  del Bell Challenge 2011 sono state un torneo di tennis preliminare per accedere alla fase finale della manifestazione. I vincitori dell'ultimo turno sono entrati di diritto nel tabellone principale. In caso di ritiro di uno o più giocatori aventi diritto a questi sono subentrati i lucky loser, ossia i giocatori che hanno perso nell'ultimo turno ma che avevano una classifica più alta rispetto agli altri partecipanti che avevano comunque perso nel turno finale.

## Giocatrici

### Teste di serie
1. Michelle Larcher de Brito (ultimo turno)
2. Madison Brengle (secondo turno)
3. Chichi Scholl (ultimo turno)
4. Ashley Weinhold (qualificata)

1. Petra Rampre (ultimo turno)
2. Irena Pavlović (secondo turno)
3. Gail Brodsky (qualificata)
4. Lauren Albanese (secondo turno)

### Qualificate
1. Gail Brodsky
2. Julie Coin

1. Elena Bovina
2. Ashley Weinhold

## Tabellone qualificazioni

### Sezione 1
|  | Primo turno        | Primo turno        | Primo turno        | Primo turno | Primo turno |  |  | Secondo turno | Secondo turno             | Secondo turno             | Secondo turno | Secondo turno |   |   | Ultimo turno | Ultimo turno              | Ultimo turno              | Ultimo turno | Ultimo turno |  |
|  |                    |                    |                    |             |             |  |  |               |                           |                           |               |               |   |   |              |                           |                           |              |              |  |
|  |                    |                    |                    |             |             |  |  |               |                           |                           |               |               |   |   |              |                           |                           |              |              |  |
|  |                    |                    |                    |             |             |  |  | 1             | Michelle Larcher de Brito | Michelle Larcher de Brito | 6             | 6             |   |   |              |                           |                           |              |              |  |
|  | Amanda Fink        | Amanda Fink        | Amanda Fink        | 1           | 2           |  |  |               | Amra Sadiković            | Amra Sadiković            | 0             | 4             |   |   |              |                           |                           |              |              |  |
|  | Amra Sadiković     | Amra Sadiković     | Amra Sadiković     | 6           | 6           |  |  |               |                           |                           |               |               |   |   | 1            | Michelle Larcher de Brito | Michelle Larcher de Brito | 3            | 4            |  |
|  | Gabriela Dabrowski | Gabriela Dabrowski | Gabriela Dabrowski | 3           | 2           |  |  |               |                           | 7                         | Gail Brodsky  | Gail Brodsky  | 6 | 6 |              |                           |                           |              |              |  |
|  | Lindsay Lee-Waters | Lindsay Lee-Waters | Lindsay Lee-Waters | 6           | 6           |  |  |               | Lindsay Lee-Waters        | 67                        | 7             | 4             |   |   |              |                           |                           |              |              |  |
|  | WC                 | Tanya Alaby        | Tanya Alaby        | 1           | 3           |  |  | 7             | Gail Brodsky              | 79                        | 65            | 6             |   |   |              |                           |                           |              |              |  |
|  | 7                  | Gail Brodsky       | Gail Brodsky       | 6           | 6           |  |  |               |                           |                           |               |               |   |   |              |                           |                           |              |              |  |

### Sezione 2
|  | Primo turno     | Primo turno     | Primo turno     | Primo turno | Primo turno |  |  | Secondo turno | Secondo turno   | Secondo turno   | Secondo turno | Secondo turno |   |   | Ultimo turno | Ultimo turno | Ultimo turno | Ultimo turno | Ultimo turno |  |
|  |                 |                 |                 |             |             |  |  |               |                 |                 |               |               |   |   |              |              |              |              |              |  |
|  |                 |                 |                 |             |             |  |  |               |                 |                 |               |               |   |   |              |              |              |              |              |  |
|  |                 |                 |                 |             |             |  |  | 2             | Madison Brengle | Madison Brengle | 0             | 2             |   |   |              |              |              |              |              |  |
|  | Beatrice Capra  | Beatrice Capra  | 6               | 3           | 3           |  |  |               | Julie Coin      | Julie Coin      | 6             | 6             |   |   |              |              |              |              |              |  |
|  | Julie Coin      | Julie Coin      | 4               | 6           | 6           |  |  |               |                 |                 |               |               |   |   |              | Julie Coin   | Julie Coin   | 6            | 6            |  |
|  | Līga Dekmeijere | Līga Dekmeijere | Līga Dekmeijere | 6           | 6           |  |  |               |                 | 5               | Petra Rampre  | Petra Rampre  | 3 | 2 |              |              |              |              |              |  |
|  | Jennifer Allan  | Jennifer Allan  | Jennifer Allan  | 1           | 4           |  |  |               | Līga Dekmeijere | Līga Dekmeijere | 1             | 3             |   |   |              |              |              |              |              |  |
|  |                 |                 |                 |             |             |  |  | 5             | Petra Rampre    | Petra Rampre    | 6             | 6             |   |   |              |              |              |              |              |  |
|  |                 |                 |                 |             |             |  |  |               |                 |                 |               |               |   |   |              |              |              |              |              |  |

### Sezione 3
|  | Primo turno         | Primo turno         | Primo turno         | Primo turno | Primo turno |  |  | Secondo turno | Secondo turno     | Secondo turno     | Secondo turno | Secondo turno |   |   | Ultimo turno | Ultimo turno  | Ultimo turno  | Ultimo turno | Ultimo turno |  |
|  |                     |                     |                     |             |             |  |  |               |                   |                   |               |               |   |   |              |               |               |              |              |  |
|  |                     |                     |                     |             |             |  |  |               |                   |                   |               |               |   |   |              |               |               |              |              |  |
|  |                     |                     |                     |             |             |  |  | 3             | Chichi Scholl     | Chichi Scholl     | 6             | 7             |   |   |              |               |               |              |              |  |
|  | WC                  | Priscila Nuñez      | Priscila Nuñez      | 0           | 2           |  |  | WC            | Raquel Kops-Jones | Raquel Kops-Jones | 4             | 64            |   |   |              |               |               |              |              |  |
|  | WC                  | Raquel Kops-Jones   | Raquel Kops-Jones   | 6           | 6           |  |  |               |                   |                   |               |               |   |   | 3            | Chichi Scholl | Chichi Scholl | 3            | 5            |  |
|  | Elena Bovina        | Elena Bovina        | Elena Bovina        | 6           | 6           |  |  |               |                   |                   | Elena Bovina  | Elena Bovina  | 6 | 7 |              |               |               |              |              |  |
|  | Alexandra Stevenson | Alexandra Stevenson | Alexandra Stevenson | 2           | 2           |  |  |               | Elena Bovina      | Elena Bovina      | 7             | 6             |   |   |              |               |               |              |              |  |
|  |                     |                     |                     |             |             |  |  | 6             | Irena Pavlović    | Irena Pavlović    | 64            | 3             |   |   |              |               |               |              |              |  |
|  |                     |                     |                     |             |             |  |  |               |                   |                   |               |               |   |   |              |               |               |              |              |  |

### Sezione 4
|  | Primo turno | Primo turno       | Primo turno       | Primo turno | Primo turno |  |  | Secondo turno | Secondo turno   | Secondo turno   | Secondo turno  | Secondo turno  |   |   | Ultimo turno | Ultimo turno    | Ultimo turno    | Ultimo turno | Ultimo turno |  |
|  |             |                   |                   |             |             |  |  |               |                 |                 |                |                |   |   |              |                 |                 |              |              |  |
|  |             |                   |                   |             |             |  |  |               |                 |                 |                |                |   |   |              |                 |                 |              |              |  |
|  |             |                   |                   |             |             |  |  | 4             | Ashley Weinhold | Ashley Weinhold | 7              | 5              |   |   |              |                 |                 |              |              |  |
|  |             | Gabriela Paz      | Gabriela Paz      | 7           | 6           |  |  |               | Gabriela Paz    | Gabriela Paz    | 5              | 0r             |   |   |              |                 |                 |              |              |  |
|  | WC          | Carol Zhao        | Carol Zhao        | 65          | 1           |  |  |               |                 |                 |                |                |   |   | 4            | Ashley Weinhold | Ashley Weinhold | 6            | 6            |  |
|  | WC          | Abigail Spears    | Abigail Spears    | 7           | 6           |  |  |               |                 | WC              | Abigail Spears | Abigail Spears | 2 | 3 |              |                 |                 |              |              |  |
|  |             | Alexandra Mueller | Alexandra Mueller | 5           | 3           |  |  | WC            | Abigail Spears  | Abigail Spears  | 6              | 6              |   |   |              |                 |                 |              |              |  |
|  |             | Stamatia Fafaliou | Stamatia Fafaliou | 0           | 1           |  |  | 8             | Lauren Albanese | Lauren Albanese | 3              | 4              |   |   |              |                 |                 |              |              |  |
|  | 8           | Lauren Albanese   | Lauren Albanese   | 6           | 6           |  |  |               |                 |                 |                |                |   |   |              |                 |                 |              |              |  |